# コヨ・クオ
コヨ・クオ（Koyo Kouoh、1967年12月24日 - 2025年5月10日）は、カメルーン出身のスイス国籍のアートキュレーターであり、2019年から南アフリカのケープタウンにあるゼイツ現代アフリカ美術館（Zeitz MOCAA）のエグゼクティブ・ディレクター兼主任キュレーターを務めた。2015年、The New York Timesは彼女を「アフリカを代表するアートキュレーターおよび管理者」と評し、2014年から2022年まで、月刊誌『アート・レビュー』誌の「現代美術界で最も影響力のある100人」に毎年選出された。
カメルーンで生まれ育ち、後にスイスに移住。成人後、ダカール（セネガル）に移り、アート関連のキャリアを築いた。独立キュレーターとして活動し、アーティストのレジデンシーと展示スペースであるRAW Material Companyを設立。2019年にゼイツ現代アフリカ美術館の館長に就任し、「パン・アフリカニズムを推進し、アフリカ大陸およびそのディアスポラのアーティストを促進することで、現代美術の最前線に美術館を位置づけた」と評価された。2026年のヴェネツィア・ビエンナーレの芸術監督に任命されていたが、2025年5月に急逝した。

## 生い立ちと教育
コヨ・クオは1967年12月24日にカメルーンのドゥアラで生まれた 13歳までドゥアラで暮らし、その後家族とともにスイスのチューリッヒに移住し、約15年間を過ごした。チューリッヒで経営管理と銀行業を学び、フランスで文化管理も学んだ。フランス語、ドイツ語、英語、イタリア語に堪能だった。
マーガレット・バスビーの1992年のアンソロジー『Daughters of Africa』に影響を受け、ライティングと編集に注力し始めた。後に次のように回想している：「そのアンソロジーは、私が想像力の力と、女性の貢献やその声の重要性を理解する上で不可欠だった。ドイツ語圏ではアフリカの声がほとんど聞かれない環境に生きていた私は、バスビーが英語圏で成し遂げたことをドイツ語圏で実現する編集プロジェクトに取り組むことを決意した。」。1994年、アフリカ系ディアスポラの女性の著作を集めたドイツ語版アンソロジー『Töchter Afrikas』を共同編集した。
翌1995年、セネガルのダカールを訪れ、映画監督ウスマン・センベーヌにインタビューした。ダカールの芸術シーンに触れ、画家イッサ・サムと出会い、ヨーロッパでの反黒人差別に苛立ちを感じたクオは、ダカールに移住し、アート関連のキャリアを追求することを決めた。

## キュレーターとしてのキャリア
当初、米国領事館の文化担当官として働き、独立キュレーターとしても活動した。 2000年に南アフリカのアーティストトレイシー・ローズとナイジェリア系ベルギー人のアーティストオトボン・ンカンガに出会い、以降多くの展示で彼らを起用した。2001年と2003年には、作家シモン・ンジャミとともにマリで開催される写真ビエンナーレアフリカ写真遭遇の共同キュレーターを務めた。また、2000年から2004年までダカール・ビエンナーレの改革と協力を支援した。
2008年から2019年まで、ダカールのアーティストレジデンシー、展示スペース、及びアカデミーであるRAW Material Companyの創設芸術監督を務めた。この10年間で、RAWは高品質な展示で評判を築き、尊敬される文化センターとなった。2014年、LGBTをテーマにした展示『Personal Liberties』が現地のイスラム教指導者からの抗議とRAWビルの破壊行為により物議を醸し、展示は中止された。
Documenta 12（2007年）および13（2012年）、アイルランドの現代美術ビエンナーレEVA International（2016年）のキュレトリアル・アドバイザーを務めた。EVA Internationalでは、ポストコロニアルをテーマにした展示を企画し、イースター蜂起100周年を記念。展示タイトル『Still (the) Barbarians』は、ギリシャの詩人コンスタンティン・P・カヴァフィの詩「野蛮人を待つ」にちなむ。参加アーティストにはカデール・アティア、リアム・ギリック、アブドゥライ・コナテ、アリス・マーハー、トレイシー・ローズが含まれた。美術評論家のニアム・ニックガバンはこの展示を「1916年の理念と優雅かつ確信に満ち、しばしば激しい議論を交わす」と評した。
2013年のロンドンサマセット・ハウスでの1:54現代アフリカ美術フェアの創設以来、講演やセミナーの1:54 FORUMプログラムをキュレーションした。このフェアは2015年にニューヨークで初開催された。

## 死去と遺産
2025年5月10日、57歳でスイスのバーゼルの病院で急逝した。The New York Timesによると、夫のフィリップ・マールは彼女が最近がん診断を受けていたと述べた。2026年ヴェネツィア・ビエンナーレの監督を務める予定だった。ビエンナーレは声明で「彼女の死は、現代美術の世界と、彼女の並外れた人間的・知的献身を知り、称賛した国際的なアーティスト、キュレーター、研究者のコミュニティに大きな空白を残した」と述べた。ゼイツMOCAAの追悼文は「彼女のビジョン、情熱、不屈の精神がこの美術館の魂を形作った。彼女は現代アフリカ美術の風景を永遠に変えた遺産を残した」と述べた。
クオが死後にThe Guardianに寄稿した記事では、次のように結んでいる：
最終的に、ビエンナーレをキュレーションする初のアフリカ人女性としての私の役割は、個人的な遺産に関するものではない。この役職に就く初のアフリカ人女性であることの重要性を認識しつつも、私の任命が例外ではなく前例となることを願う。私のビジョンは、こうしたマイルストーンがもはや注目に値しないほど多くの後続者が現れる未来だ。真の進歩の指標は、最初になることではなく、次に来る人々のために扉を大きく開けておくことにある。
彼女の影響を称える多くの追悼文の中で、Art Africa誌は「クオは政治的意識と深い誠実さを持ってキュレーションすることの意味を再定義した。アフリカ大陸とグローバルサウスのアーティストやアイデアの可能性を広げ、現代美術史の物語を再構築した」と述べた。

## その他の活動
- ドイツ学術交流会（DAAD）、理事会メンバー[5]
- ヴェラ・リスト芸術と政治センター（英語版）（The New School）、2018–2020年賞審査員[31]
- Celeste Prize、理事会メンバー[5]
- ゼイツ現代アフリカ美術館（英語版）、キュレトリアル・アドバイザリー・グループメンバー（2018–2019）[32]

## 受賞歴
2014年から2022年まで、クオは『アート・レビュー』誌の現代美術界で最も影響力のある100人に毎年選出され、2020年には32位にランクインした。
2020年、芸術、建築、評論、展覧会の分野での功績を称えるスイス芸術大賞／メレット・オッペンハイム賞を受賞した。

## 出版物
- Condition Report on Building Art Institutions in Africa (2012)
- Word!Word?Word! Issa Samb and The Undecipherable Form (2013)
- Condition Report on Art History in Africa (2020)
- Breathing Out of School: RAW Académie (2021)
- When We See Us: A Century of Black Figuration in Painting（編集者として、2022年）
- Shooting Down Babylon（トレイシー・ローズ（英語版）の作品に関するモノグラフ、2022年）